# Аль-Казім Тауерс
Аль-Казім Тауерс (англ. Al Kazim Towers) — вежі-близнюки в Дубаї, ОАЕ. Кожна вежа заввишки 265 метрів. Будівництво було розпочато в 2005 і завершено в 2008 році.